# Apion rubens
Apion rubens is een keversoort behorend tot de Spitsmuisjes (Brentidae).  De larven mineren de bladeren van de schapenzuring (Rumex acetosella). Hierdoor ontstaan gallen als zwellingen langs de bladnerf of bladsteel. Deze gallen zijn meestal roodachtig en soms geel van kleur.

## Kenmerken
De kever heeft een lengte van 2,2 tot 2,7 mm.

## Verspreiding
Apion rubens is een Europese soort.